# A Grain of Sand (film 1917)
A Grain of Sand è un cortometraggio muto del 1917 diretto da Frank Wilson,

## Trama
Una sguattera riesce a provare l'innocenza del figlio di una Lady, un giocatore che è stato intrappolato da un'accusa di falso.

## Produzione
Il film fu prodotto dalla Hepworth.

## Distribuzione
Distribuito dalla United Kingdom Photoplays, il film - un cortometraggio in tre bobine - uscì nelle sale cinematografiche britanniche nel marzo 1917.
Fu distrutto nel 1924 dallo stesso produttore, Cecil M. Hepworth. Fallito, in gravissime difficoltà finanziarie, Hepworth pensò in questo modo di poter almeno recuperare il nitrato d'argento della pellicola.